# 贾祥玉
賈祥玉，男，中國共產黨黨員，中國人民解放軍少將軍階，中共軍事、政治人物。
歷任南部戰區陸軍後勤部部長、中部战区陆军某部首長等職。